# 希夫碱

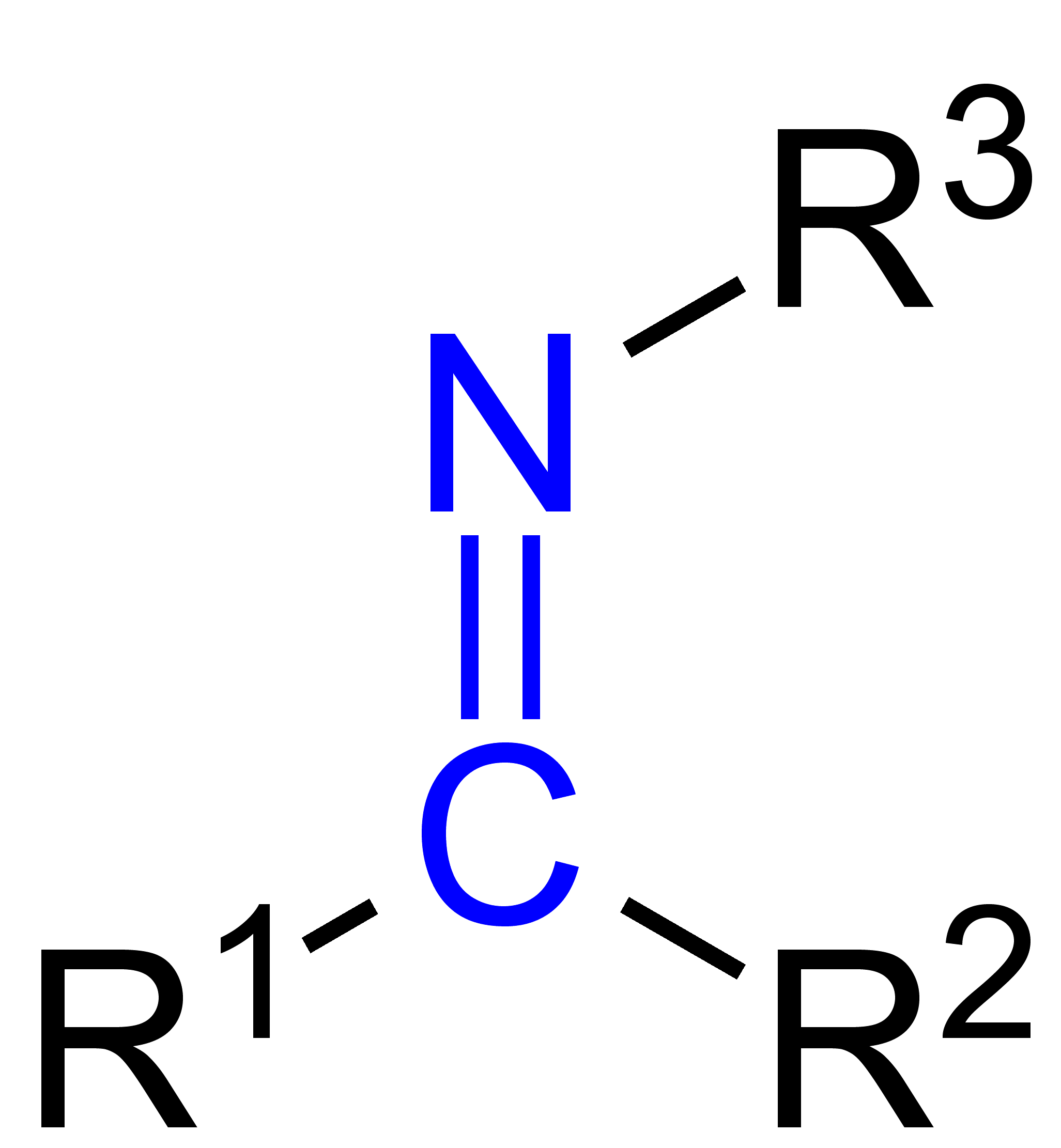
希夫碱的基本結構能以亞胺的通式表示，但希夫碱分子在 R^{3} 位置必須連接烷基或芳基，不能是氢。

希夫碱（英語：Schiff base），或译为席夫碱、施夫碱、偶氮甲碱（Azomethine），是一类在氮原子上连有烷基或芳基的较稳定的亚胺，名字来源于化学家雨果·希夫。它的通式为R1R2C=N-R3，R3为芳基或烷基，不能是氢。
芳香的希夫碱通常由芳香胺先与羰基化合物（醛、酮）发生亲核加成反应生成类似半缩醛的半胺醛，然后发生失水反应生成亚胺得到。以下是一个典型的希夫碱制取反应：
|  |

希夫碱的生成也是酶与底物结合的常见形式，例如，醛缩酶与1,6-二磷酸果糖结合，生成3-磷酸甘油醛和磷酸二羟丙酮。